# Pterotaea orinomos
Pterotaea orinomos är en fjärilsart som beskrevs av Frederick H. Rindge 1970. Pterotaea orinomos ingår i släktet Pterotaea och familjen mätare. Inga underarter finns listade.